# Halina Słojewska
Halina Zofia Słojewska-Kołodziej (ur. 26 czerwca 1933 w Bydgoszczy, zm. 1 listopada 2018 w Gdańsku) – polska aktorka, działaczka opozycji antykomunistycznej.

## Życiorys
Studiowała w Państwowej Wyższej Szkole Teatralnej i Filmowej w Łodzi (absolwentka z 1957). W sierpniu 1980 wraz z innymi aktorami z Trójmiasta wspierała występami w Sali BHP strajkujących w Stoczni Gdańskiej im. Lenina. W latach 1982–1988 występowała z recytacjami poezji podczas „Mszy za Ojczyznę” i w ramach Tygodni Kultury Chrześcijańskiej w Gdańsku. Od 1970 do 2000 była aktorką Teatru Wybrzeże w Gdańsku. Występowała także w teatrach w Krakowie, Bydgoszczy, Białymstoku i Olsztynie. Od 1974 była przewodniczącą, a od 1996 honorową przewodniczącą gdańskiego oddziału ZASP-u. 
W sierpniu 1980 wspierała strajkujących w Stoczni Gdańskiej występami w sali BHP. W czasie stanu wojennego działała w komisji charytatywnej przy kościele św. Brygidy w Gdańsku i pomagała ukrywającym się opozycjonistom. W 1984 wraz z mężem, plastykiem Marianem Kołodziejem stworzyła spektakl Gloria victis, poświęcony obrońcom Westerplatte. Podczas strajków w 1988 ponownie występowała dla robotników w Stoczni Gdańskiej. W 1989 rozpoczęła działalność w Komitecie Obywatelskim „Solidarność”.
Zmarła w Gdańsku, pochowana obok męża w podziemiach kościoła oo. franciszkanów pw. Matki Bożej Niepokalanej w Harmężach.

## Filmografia
- 2005: Wróżby kumaka – starsza turystka
- 2000: Piotrek zgubił dziadka oko, a Jasiek chce dożyć spokojnej starości – hrabina, matka rzeźbiarza
- 1995: Radio Romans – sędzia
- 1994: Molly – pani Kuźniar, gospodyni w pałacu Totworowiczów w Knyszynie
- 1992: Natan mędrzec – Sitta; spektakl telewizyjny
- 1991: Przeprowadź mnie przez samotność, starość i śmierć; spektakl telewizyjny
- 1990: Pelikan – służąca; spektakl telewizyjny
- 1989: Wallenstein – księżna; spektakl telewizyjny
- 1988: Dziewczynka z Hotelu Excelsior – sprzedawczyni w kioskach
- 1981: Polityka – Jadwiga; spektakl telewizyjny
- 1980: Krystyna – Maria Eleonora; spektakl telewizyjny
- 1979: Ciężkie czasy – Idalia; spektakl telewizyjny
- 1979: Własną drogą – Zoja; spektakl telewizyjny
- 1978: Znaki zodiaku – lekarka
- 1977: Miniatury kobiece; spektakl telewizyjny
- 1976: Kobieta; spektakl telewizyjny
- 1975: Koszulka; spektakl telewizyjny
- 1974: Nadzieja – Jo; spektakl telewizyjny
- 1973: Jenny – Betty Woodruff; spektakl telewizyjny
- 1973: Malowidło na drzewie – Czarownica; spektakl telewizyjny
- 1973: Plączą się czasy, miejsca, nagrody, klęski – narratorka; spektakl telewizyjny
- 1972: Fantomy; spektakl telewizyjny
- 1972: Światło ziemi; spektakl telewizyjny
- 1972: Tajemnica wielkiego Krzysztofa
- 1970: Ostatnie dobranoc Armstronga – Meg; spektakl telewizyjny
- 1970: Prom – kobieta na promie
- 1969: Pieśń o naszym morzu
- 1968: Panna Julia – Krystyna; spektakl telewizyjny
- 1967: Murzyn; spektakl telewizyjny
- 1966: Za tych, co w górze – Tulia; spektakl telewizyjny

Źródło.

## Ordery i odznaczenia
- Krzyż Oficerski Orderu Odrodzenia Polski (2006)[8]
- Krzyż Kawalerski Orderu Odrodzenia Polski (1997, odmówiła przyjęcia)[9]
- Złoty Krzyż Zasługi (1973)[1]
- Srebrny Medal „Zasłużony Kulturze Gloria Artis” (2007)[10]
- Medal św. Wojciecha (2004)[11]
- Odznaka „Zasłużony Działacz Kultury” (1977)[1]

## Nagrody
- nagroda IV FTPP w Toruniu za rolę Io w przedstawieniu Prometeusz w okowach Ajschylosa w Teatrze Polskim w Bydgoszczy (1962)
- nagroda V FTPP w Toruniu za rolę Królowej Gertrudy w Hamlecie Williama Shakespeare'a w Teatrze Polskim w Bydgoszczy (1963)
- nagroda II Telewizyjnego Festiwalu Teatrów Dramatycznych za rolę Hejdy w monodramie Moja droga do Polski Bohdana Kurowskiego w Teatrze im. Stefana Jaracza Olsztyn-Elbląg (1965)
- „Order Stańczyka” - nagroda miesięcznika „Litery” za rolę Krystyny w spektaklu telewizyjnym Panna Julia Strindberga (1966)
- III nagroda na III WROSTJA we Wrocławiu za monodram Czas nielegalny wg Bruno Schulza (1968)
- nagroda IV OFTJA we Wrocławiu za monodram Na przykład słonie wg prozy Romaina Gary'ego w Teatrze Wybrzeże w Gdańsku (1969)
- „Order Stańczyka” - nagroda miesięcznika „Litery” za role: Klitajmestry w Orestei Ajschylosa i Molly w Ulissesie wg Joyce'a w Teatrze Wybrzeże w Gdańsku (1971)
- wyróżnienie XV FTPP w Toruniu za rolę Tenoe w przedstawieniu Helena z Teatru Wybrzeże w Gdańsku (1973)
- Nagroda Wojewody Gdańskiego w dziedzinie kultury i Sztuki (1979)
- Nagroda Prezydenta Miasta Gdańska w Dziedzinie Kultury z okazji jubileuszu 50-lecia pracy artystycznej (2009)[12]
- Nagroda Specjalna Prezydenta Miasta Gdańska (2011)
- Pomorska Nagroda Artystyczna za całokształt wybitnych osiągnięć artystycznych oraz dokonań na rzecz kultury (2013)
- Nagroda Prezydenta Miasta Gdańska „Neptuny” (2014)
- Wielka Pomorska Nagroda Artystyczna - „Gryf Pomorski” za całokształt twórczości
- Nagroda Prezydenta Miasta Gdańska w Dziedzinie Kultury z okazji jubileuszu 70-lecia działalności artystycznej i 50-lecia obecności Teatru Wybrzeże w Gdańsku, z podziękowaniem za wiele lat twórczej pracy na gdańskiej scenie dramatycznej (2016)[12]

Źródło:.